# Kōji Inada
Kōji Inada (japanisch 稲田 康志 Inada Kōji; * 19. Juni 1985 in der Präfektur Osaka) ist ein ehemaliger japanischer Fußballspieler.

## Karriere
Inada erlernte das Fußballspielen in der Universitätsmannschaft der Osaka-Gakuin-Universität. Seinen ersten Vertrag unterschrieb er 2008 bei Roasso Kumamoto. Der Verein spielte in der zweithöchsten Liga des Landes, der J2 League. Für den Verein absolvierte er 12 Ligaspiele. 2010 wechselte er zum Ligakonkurrenten Kashiwa Reysol. 2010 wurde er mit dem Verein Meister der J2 League und stieg in die J1 League auf. Mit dem Verein wurde er 2011 japanischer Meister. Für den Verein absolvierte er sechs Erstligaspiele. 2017 wechselte er zum Ligakonkurrenten Albirex Niigata. Ende 2017 beendete er seine Karriere als Fußballspieler.

## Erfolge
Kashiwa Reysol
- J1 League: 2011

- J. League Cup: 2013

- Kaiserpokal: 2012

- Japanischer Supercup: 2012